# Frans Pourbus le Jeune
Pour les articles homonymes, voir Pourbus.
Frans Pourbus (ou Porbus) dit le Jeune, né à Anvers vers 1569-1570, mort à Paris en 1622, est un peintre flamand. Fils de Frans Pourbus l'Ancien et petit-fils de Pieter Pourbus l'Ancien et Cornelis Floris de Vriendt, il entame une brillante carrière d'artiste en réalisant des portraits pour la bourgeoisie locale. Il est ensuite invité à la cour de Bruxelles pour peindre les portraits de l'archiduc Albert et l'infante Isabelle.  Sa capacité à représenter le faste et la gloire de ses clients aristocrates lui vaut une excellente réputation. Il est invité à devenir le portraitiste de la cour du duc Gonzague de Mantoue (1600-1609), puis de la cour de France, y compris de Marie de Médicis.  S'il est surtout connu comme portraitiste, il a également peint des tableaux sur des thèmes historiques et mythologiques.
Ses portraits se caractérisent par l'attention extraordinaire qu'il porte aux détails, en particulier lorsqu'il représente des tissus fins, des dentelles et des bijoux. Son style très réaliste et sa palette qui se distingue par des couleurs riches et des nuances profondes forment un pont entre le Maniérisme du Nord et le baroque flamand.

## Biographie
Frans Pourbus est né à Anvers, fils de Frans l'Ancien (1545 - 1581) et de Suzanna Floris. Ses deux parents sont issus de familles d'artistes de premier plan. Son père est un important portraitiste et peintre de genre et son grand-père Pieter Pourbus (1523 - 1584) est le principal portraitiste et peintre d'histoire de Bruges dans la seconde moitié du XVIe siècle. Sa mère est la nièce du maître de son père, le peintre anversois Frans Floris, et la fille de Cornelis Floris de Vriendt, un sculpteur et architecte influent. Il a deux sœurs plus jeunes que lui. Sa mère meurt en 1674, après quoi son père se remarie et a un autre fils.
Son père meurt à l'âge de 36 ans, alors que Frans n'a que 12 ans. Il n'existe aucune trace de sa formation artistique, mais il est probablement apprenti dans l'atelier de son grand-père Pieter Pourbus l'Ancien à Bruges. Mais Pieter meurt en 1584, alors que Frans, âgé de 15 ans, n'est pas encore en âge de devenir un maître indépendant.  La question de savoir qui devient alors son maître n'a pas encore été résolue. Plusieurs noms de la Renaissance anversoise apparaissent lors de recherches, mais aucune preuve concluante n'a pu être trouvée pour aucun d'entre eux. Un fait important, cependant, est que lorsque Frans Pourbus le Jeune devient maître à Anvers en 1591, l'une de ses premières œuvres signées est un portrait de Frans Francken l' Ancien (1542-1616), un artiste qui avait travaillé avec son père Frans Pourbus et ses frères Hieronymus Francken I (1540-1610) et Ambrosius Francken I (1544-1618) dans l'atelier de son grand-oncle Frans Floris. Il est possible qu'il s'agisse d'un hommage à son professeur, mais il n'y a pas d'autres preuves.  Le peintre Otto van Veen, qui fut également le professeur de Rubens, est également suggéré comme son maître à Anvers. Il est admis comme maître dans la guilde de Saint-Luc d'Anvers en 1591-92, à l'âge de 22 ans.
Il commence par se distinguer comme portraitiste à la cour de Bruxelles où il peint l'archiduc Albert et son épouse l'infante Isabelle.  
En septembre 1599, il est remarqué par le duc de Mantoue, Vincent de Gonzague, qui est de passage à Bruxelles et qui l'invite à rejoindre sa cour à Mantoue. De 1599 à 1609, Pourbus réside à Mantoue. Il ne quitte guère l'Italie si ce n'est pour quelques voyages afin de réaliser des portraits des dames galantes de l'époque, qui orneront la Galeria di Bellezze, dans le palais ducal. Il côtoie Pierre Paul Rubens qui est aussi l'invité du duc entre 1601 et 1608.
Il est appelé à Paris par la sœur de la duchesse de Mantoue, qui est la reine de France, Marie de Médicis. Il vient une première fois pour un bref séjour à l'occasion du baptême de Louis XIII en 1606, puis il s'installe définitivement à Paris à partir de septembre 1609. Il a une fille Elisabeth en 1614 avec Elisabeth Francken, fille de Hieronymus Francken I. Le couple ne s'est jamais marié. 
En 1618, une pension annuelle lui est allouée en qualité de « peintre du roi » et, la même année, il est naturalisé français.
Il meurt le 19 février 1622  et est enterré dans l'église des Augustins du faubourg Saint-Germain.

## Œuvres
Grâce à la qualité exceptionnelle de ses portraits, il étendit la renommée des Pourbus à l'Europe entière. Parmi ses œuvres marquantes, signalons le Portrait de Henri IV (cuirassé), le Grand Portrait en pied de la reine Marie de Médicis portant la somptueuse robe aux fleurs de lys de son sacre, un autre portrait de Marie de Médicis en habits noirs de deuil, ainsi que des tableaux à caractère religieux tels que Saint François recevant les stigmates et la Cène que le cardinal de Richelieu paya 10 000 livres.

### Période flamande
- Portrait d'homme, 1590-1600, Huile sur chêne, 53 × 36 cm, Kunsthistorisches Museum, Vienne[6]
- Portrait de Dame, 1591, huile sur panneau, 100 × 74 cm, Musée des beaux-arts de San Francisco[7]
- Homme inconnu, âgé de 56 ans, 1591, huile sur panneau, 119 × 96 cm, Collection privée, vendu Weis 2016[8]
- Portrait de Petrus Ricardus, 1592, panneau, 107 × 77 cm, musée Groeninge, Bruges[9]
- Archiduc Albert d'Autriche, vers 1599, Huile sur toile, 226 × 131 cm, monastère des Déchaussées royales, Madrid[10]
- Isabelle-Claire-Eugénie (1566-1633), Archiduchesse d'Autriche, vers 1600, huile sur toile, 135 × 98 cm, musée Isabella-Stewart-Gardner, Boston[11]
- L'Infante Isabelle-Claire-Eugénie (1566-1633), Archiduchesse d'Autriche, 1598-1600, Huile sur toile, 217 × 131 cm, Royal Collection, palais de Kensington*[12]
- Portrait de l'archiduc Albert d'Autriche, v. 1600, Rijksmuseum, Amsterdam, Attribution contestée[13]

#### Œuvres sélectionnées

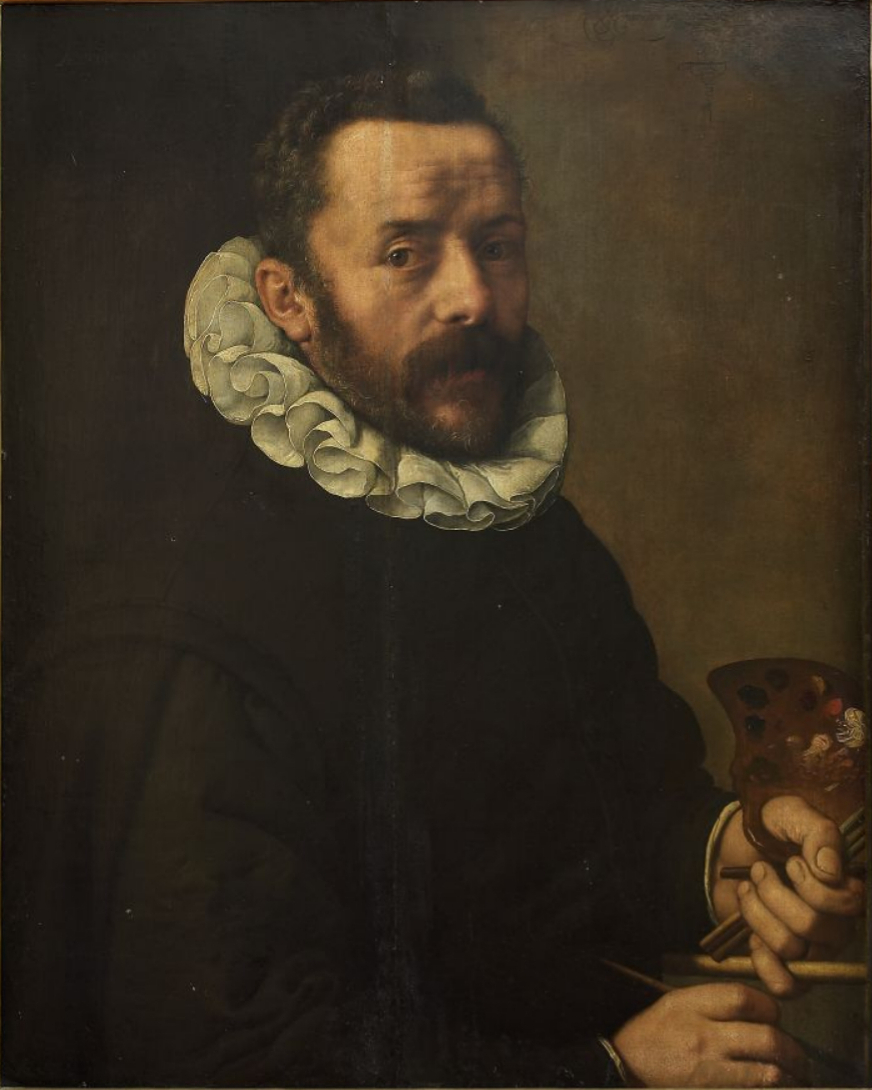
Portrait de Frans Francken l' Ancien, 1591 Galerie des Offices
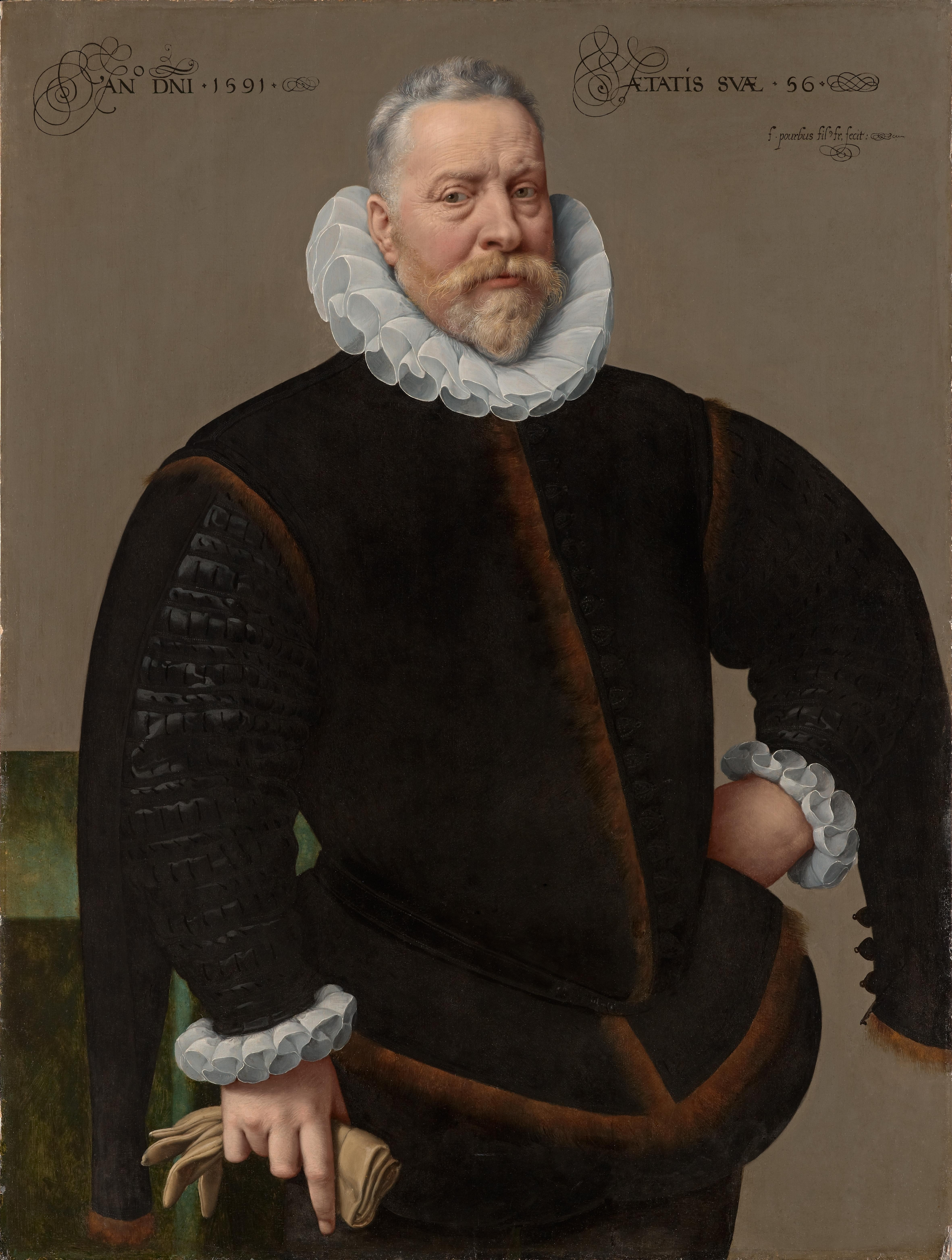
Portrait d'un homme, 1591 Collection privée
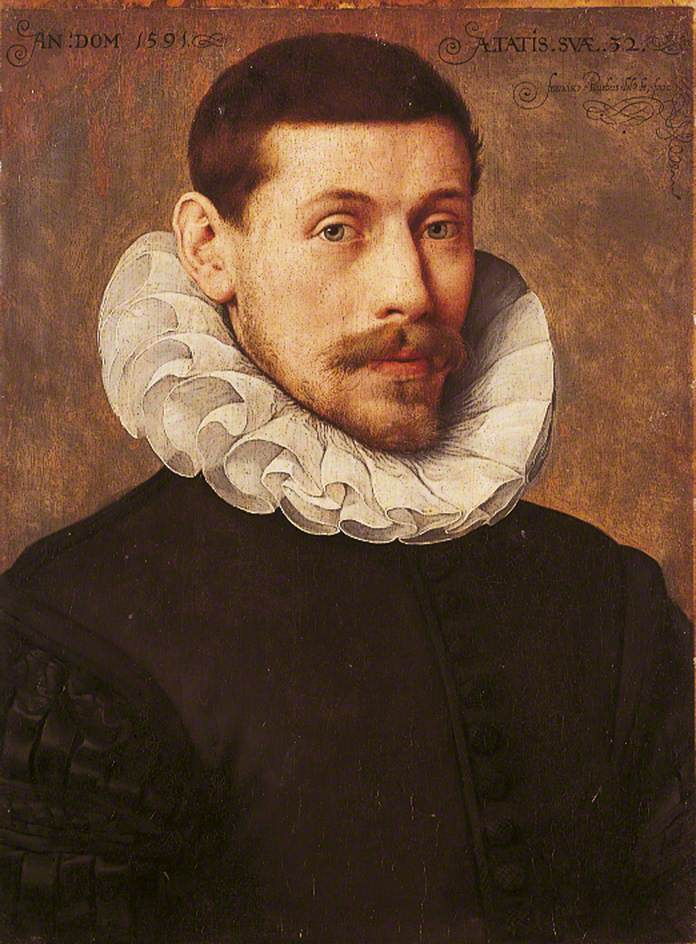
Portrait d'un homme, 1591 Temple Newsam House, Leeds
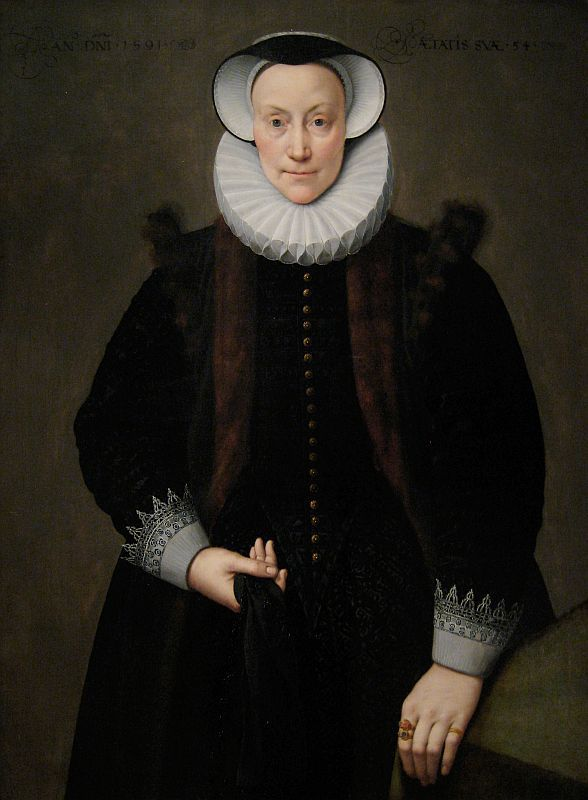
Portrait d'une femme, 1591 San Francisco
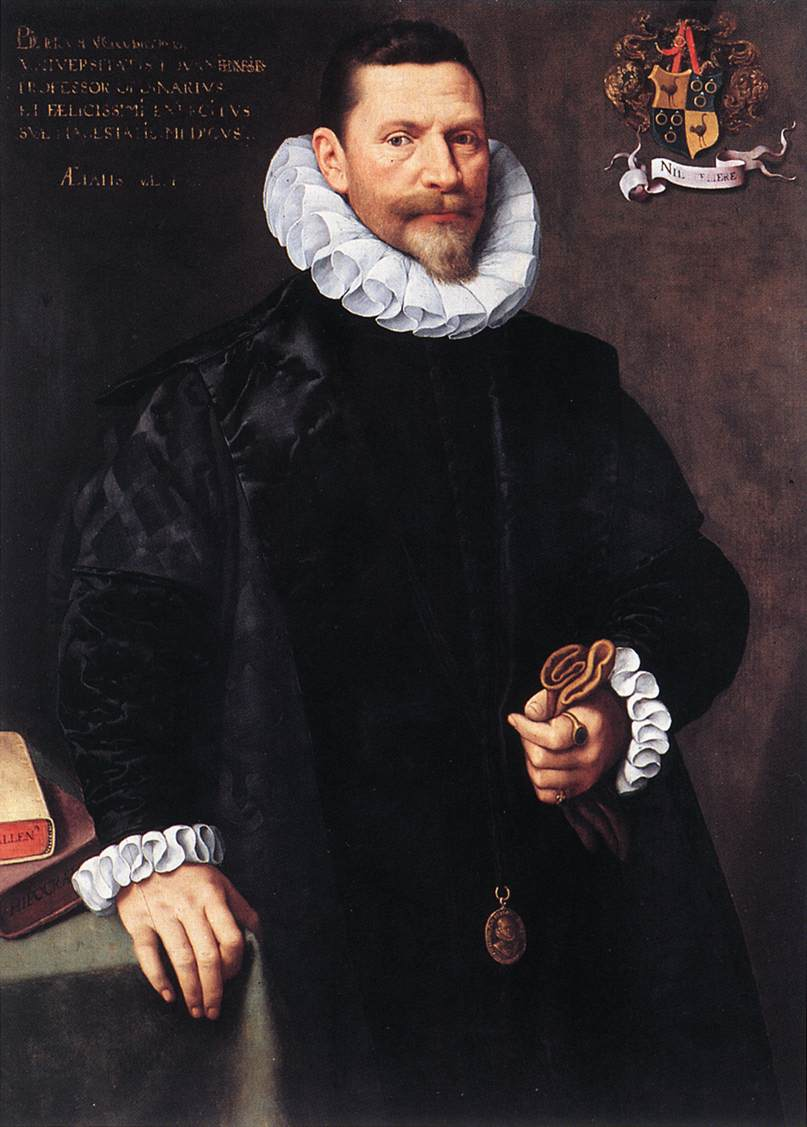
Petrus Ricardus, 1592 Bruges
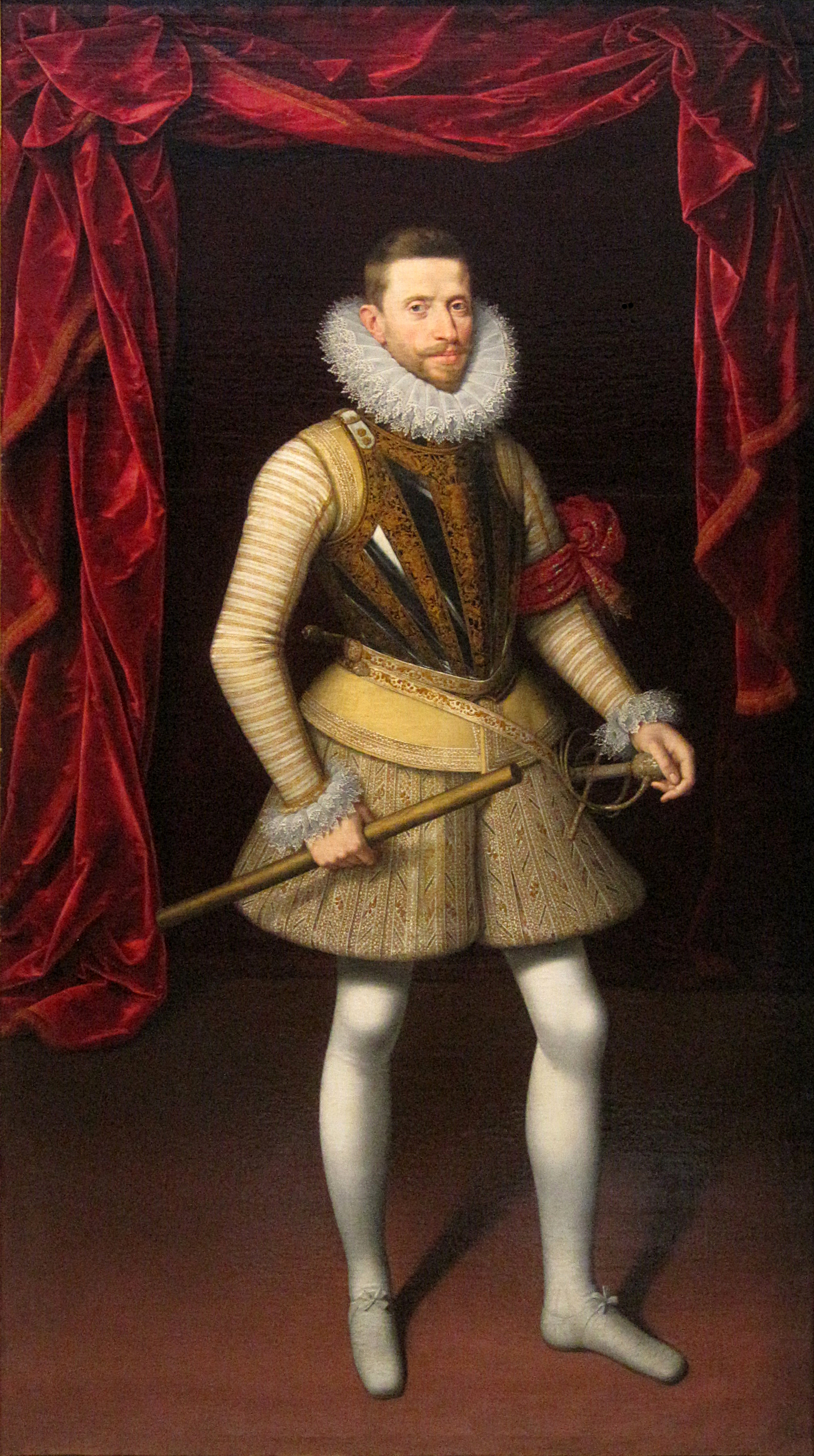
L'Archiduc Albert, vers 1599 Monastère des Déchaussées
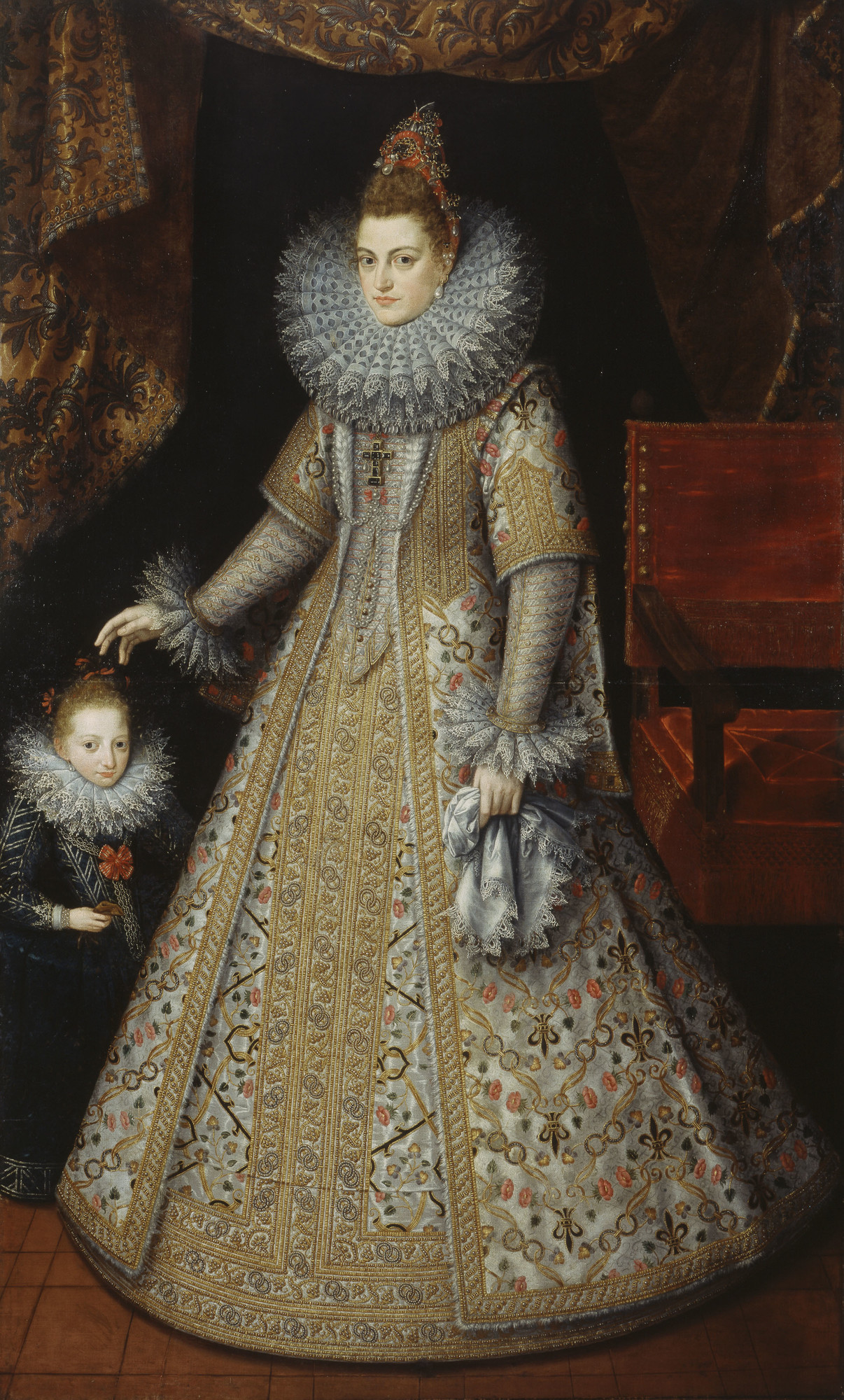
Isabelle-Claire-Eugénie, 1598-1600 Palais de Kensington
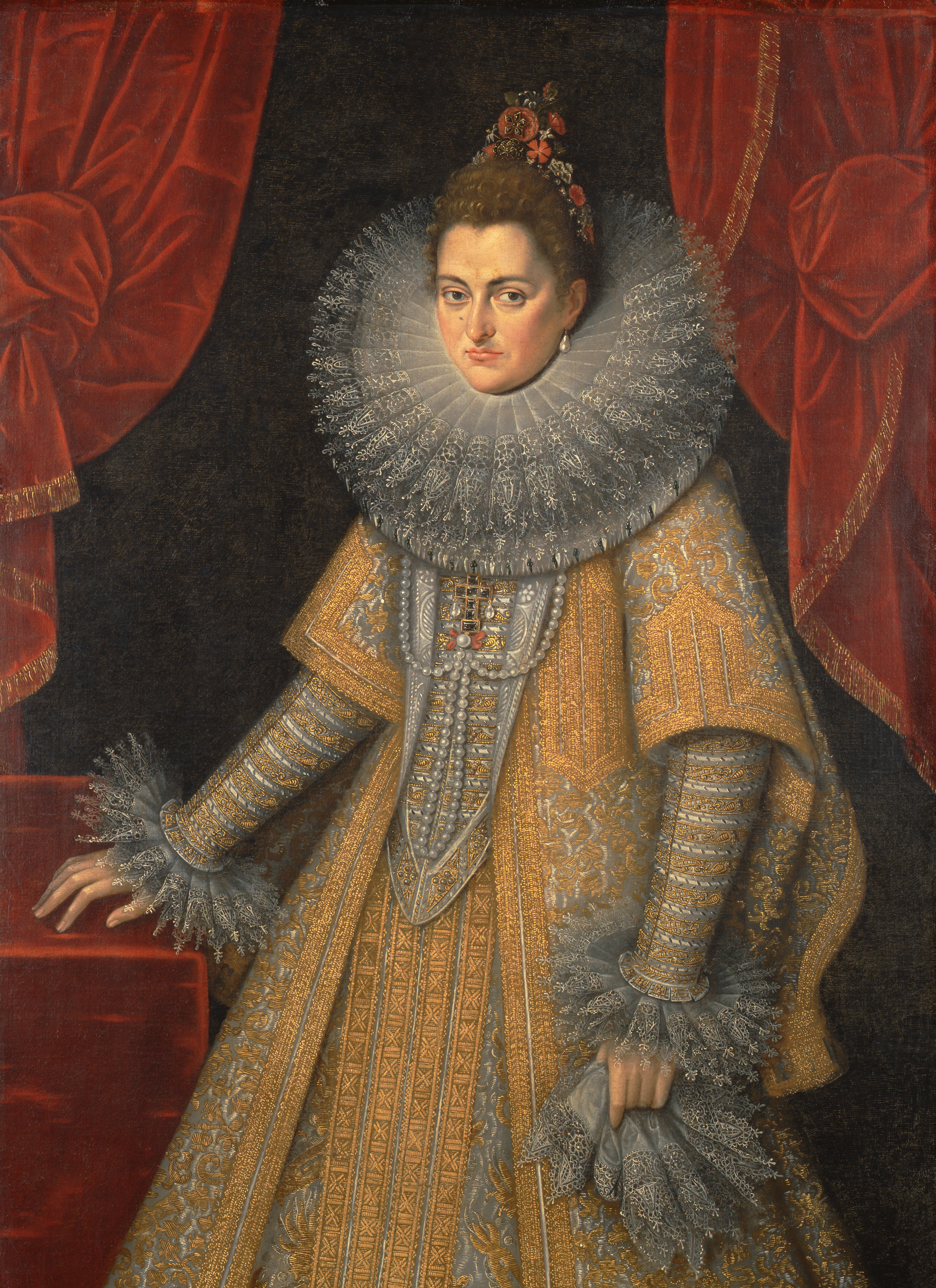
L'Archiduchesse, vers 1600 Boston

### Période mantouane
- Portrait de Vincent Ier de Gonzague, duc de Mantoue, 1600, huile sur toile, 108 × 88 cm, Kunsthistorisches Museum, Vienne[14]
- Vincent de Gonzague, duc de Mantoue, 1601-1602, huile sur toile, 202 × 112 cm, Collection privée, Rome[15]
- Portrait d'Éléonore de Médicis, duchesse de Mantoue (1582-1620), 1603, huile sur toile, 111 × 92 cm, Kunsthistorisches Museum, Vienne[16]
- Archiduchesse Maria Magdalena (1587-1631), Grande-Duchesse de Toscane en robe jaune, 1603-1604, huile sur toile, 116 × 108 cm, Kunsthistorisches Museum, Vienne[17]
- Archiduchesse Constance (1588-1631), reine de Pologne en robe noire, 1603-1604, huile sur toile, 114 × 87 cm114 x 87 cm, Kunsthistorisches Museum, Vienne[18]
- Portrait de Marie de Médicis, 1606-1607, huile sur toile, 215 × 124 cm, musée des Beaux-Arts de Bilbao[19]
- Portrait de Marguerite de Savoie, duchesse de Mantoue, 1608, huile sur toile, 206 × 116 cm, Musée de l'Ermitage, Saint-Pétersbourg[20]
- Marguerite de Gonzague, princesse de Mantoue, 1605, huile sur toile, 93 × 69 cm, Metropolitan Museum of Art, New York[21]

#### Œuvres sélectionnées

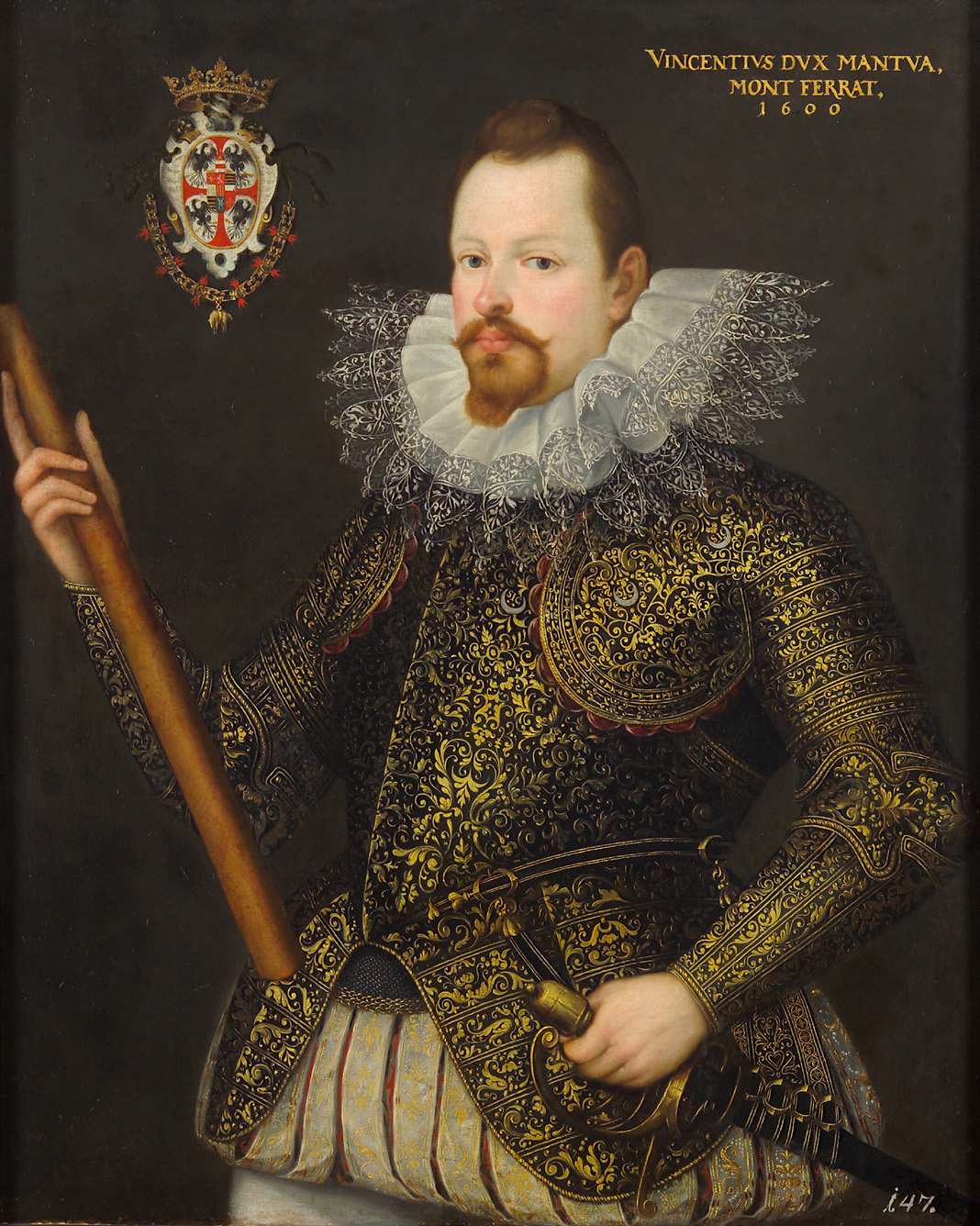
Vincent de Gonzague, 1600 Kunsthistorisches Museum
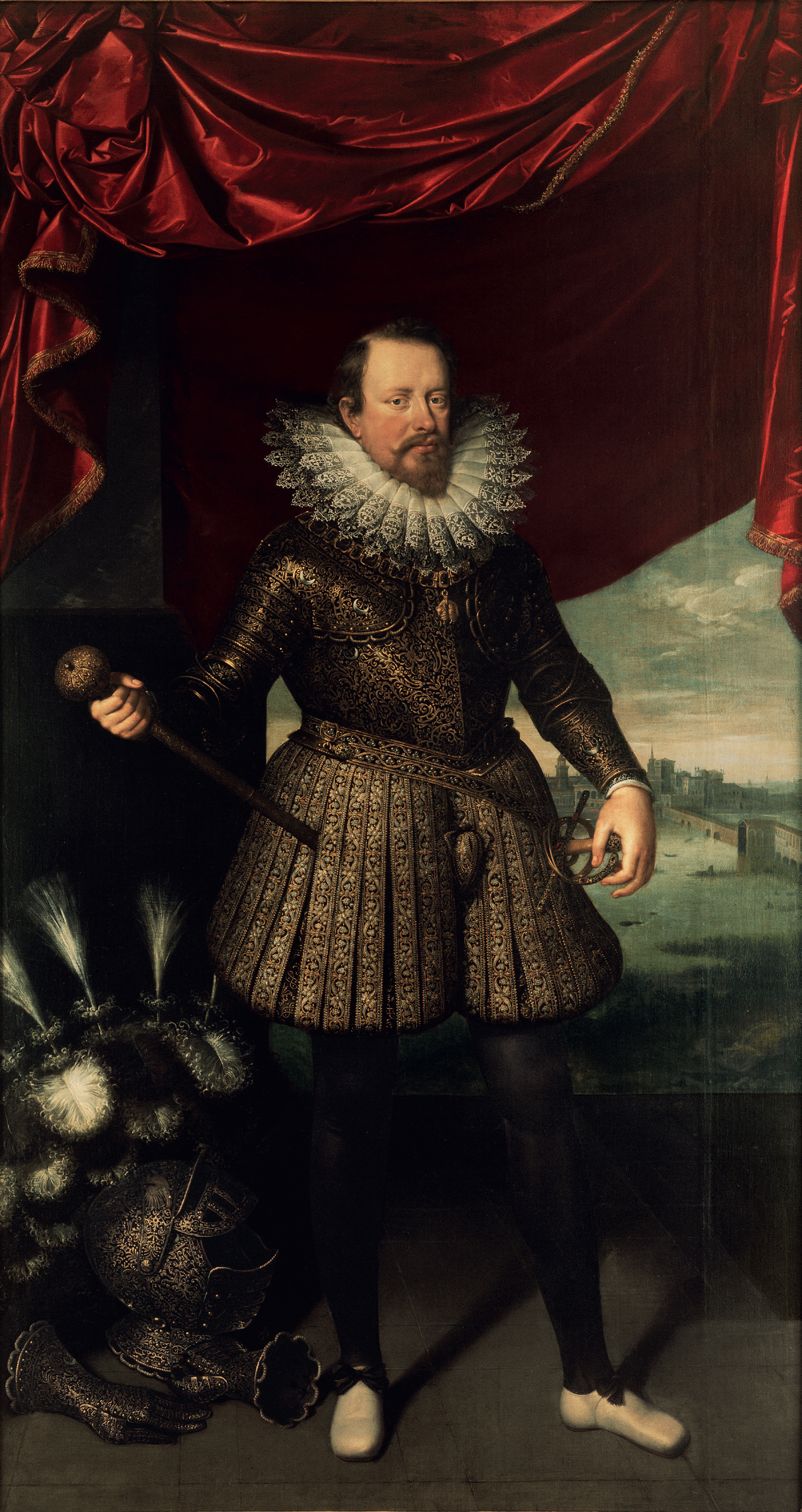
Vincent de Gonzague, 1600-1601 Collection privée
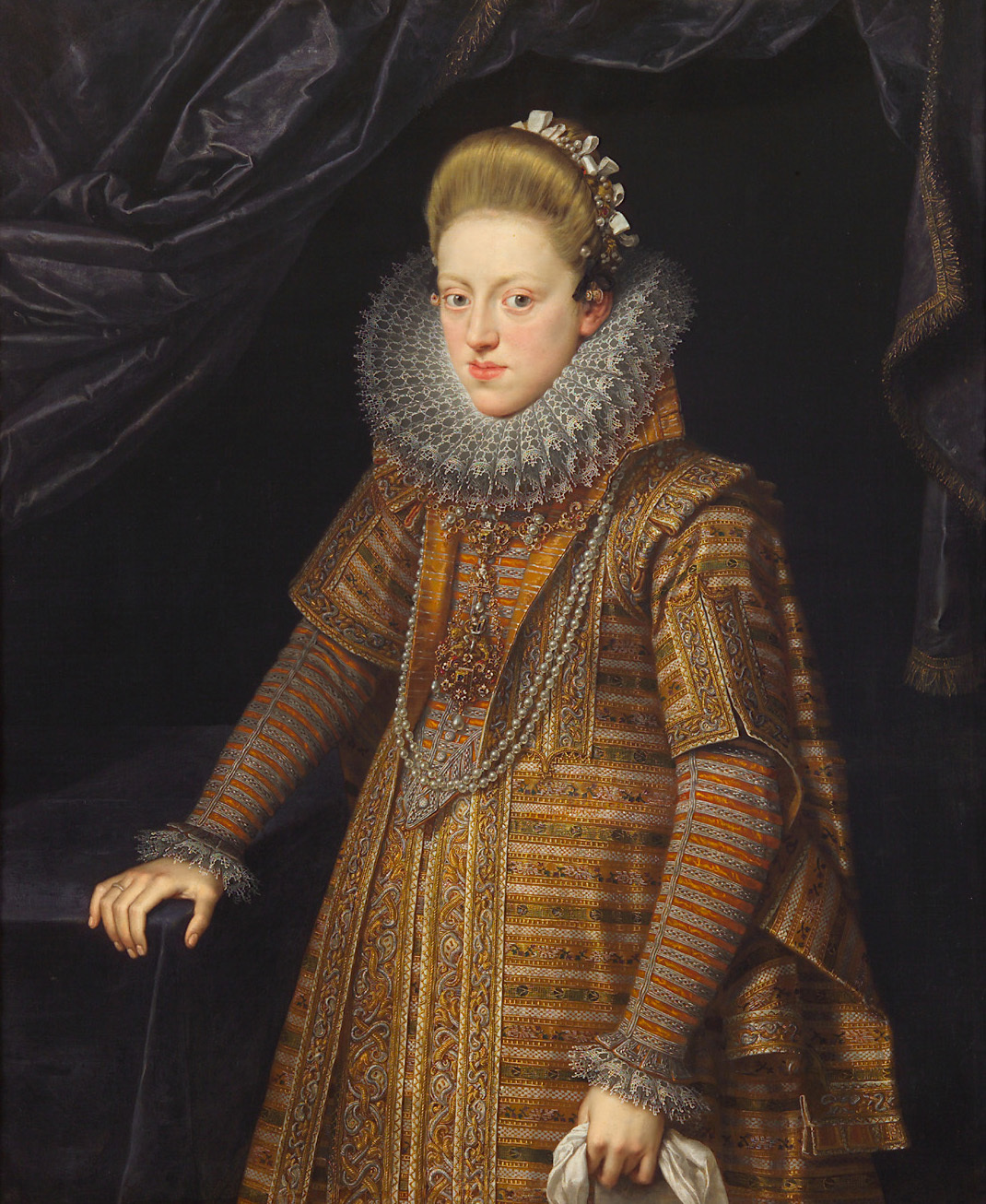
Eléonore d'Autriche, 1603 Kunsthistorisches Museum
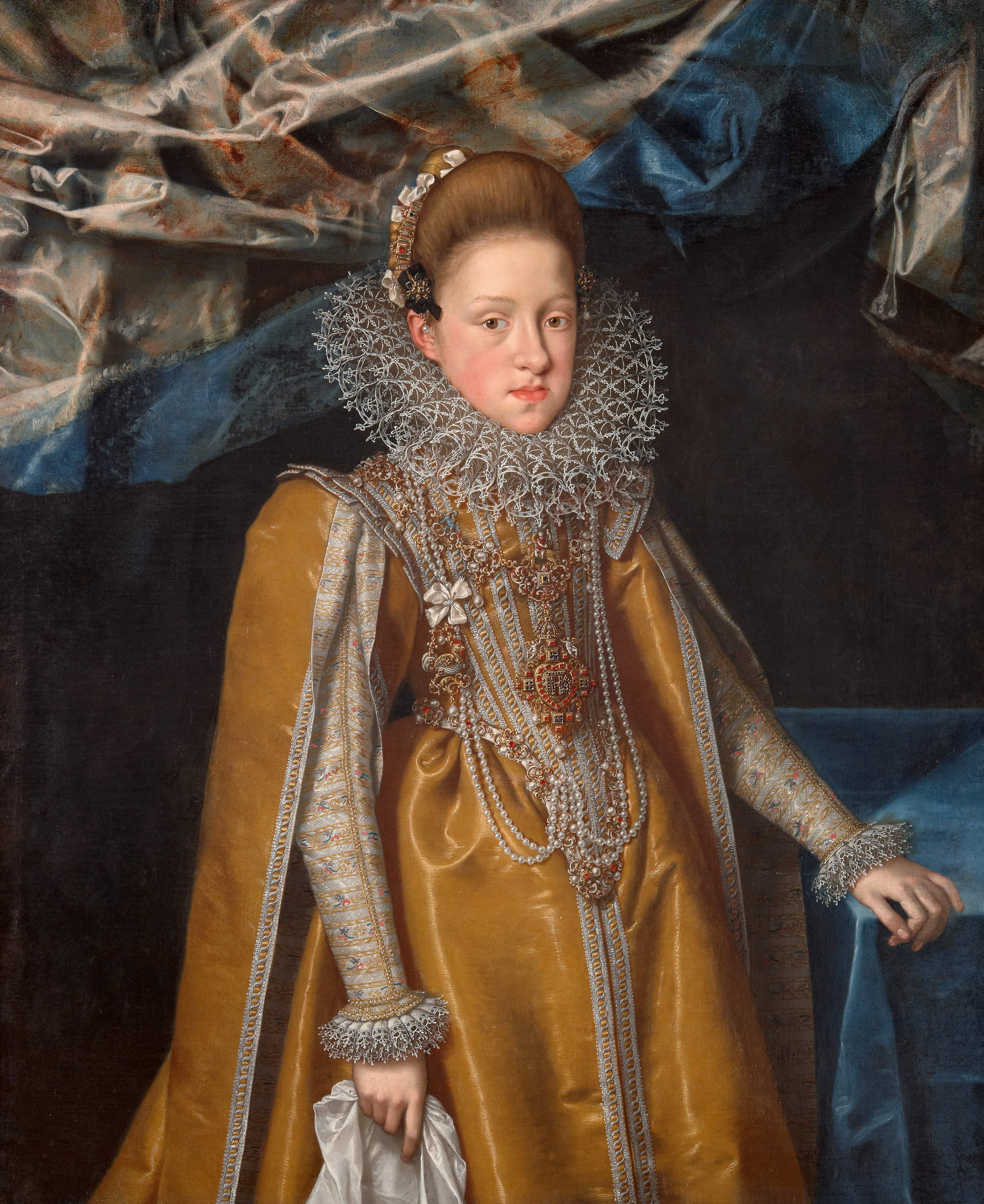
Maria Magdalena, 1603-1604 Kunsthistorisches Museum
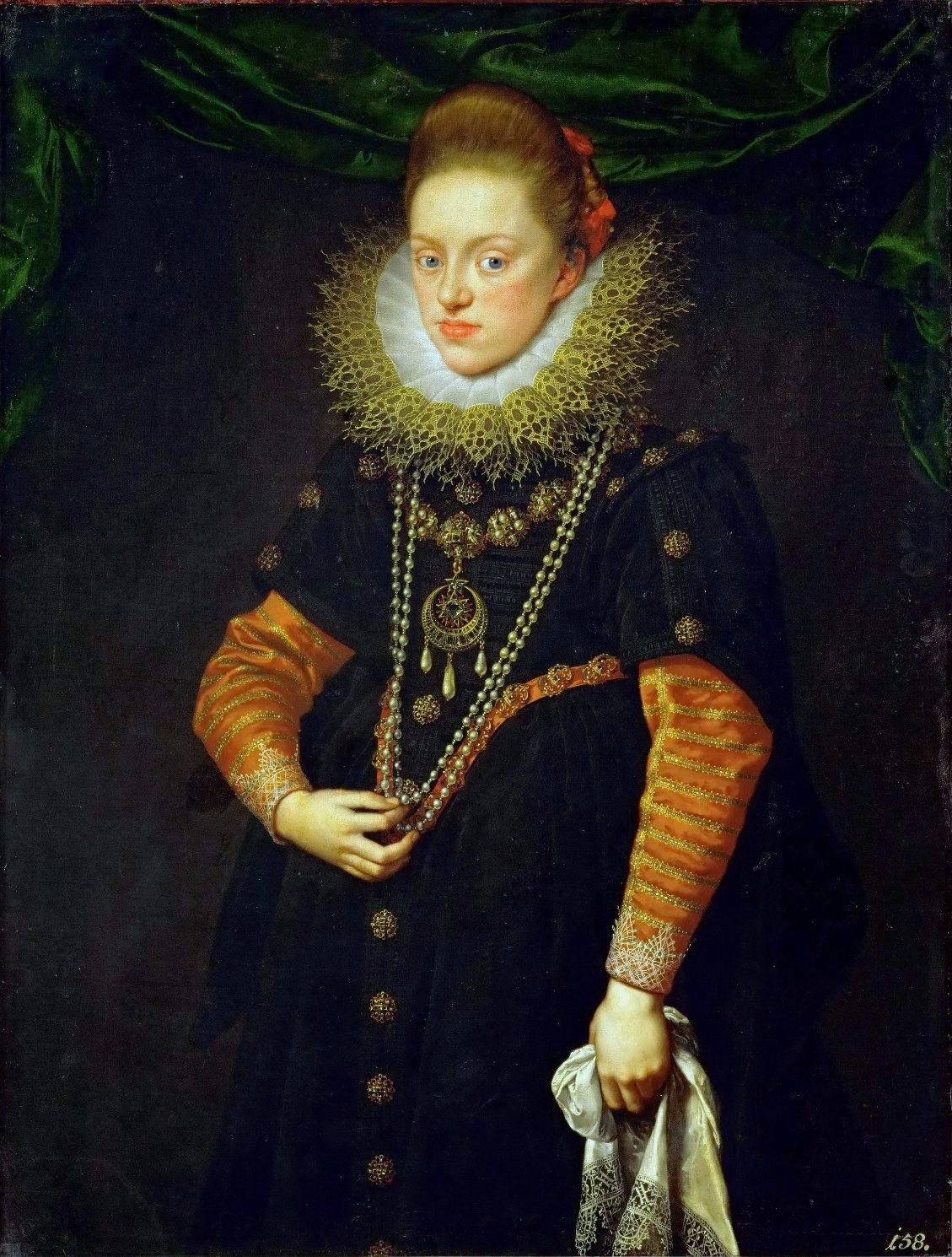
Constance, reine de Pologne, 1603-1604 Kunsthistorisches Museum
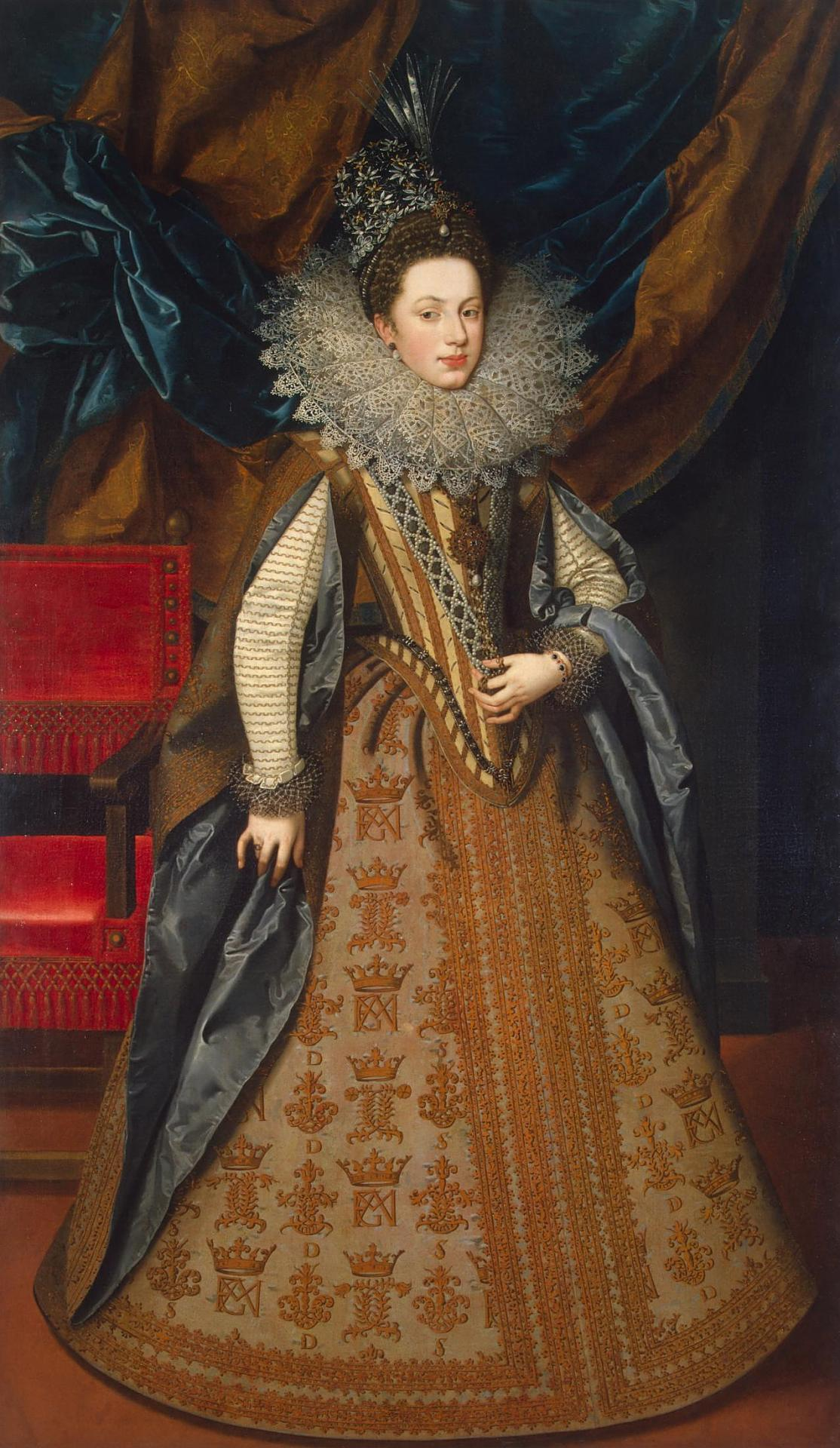
Marguerite de Savoie, 1608 Ermitage
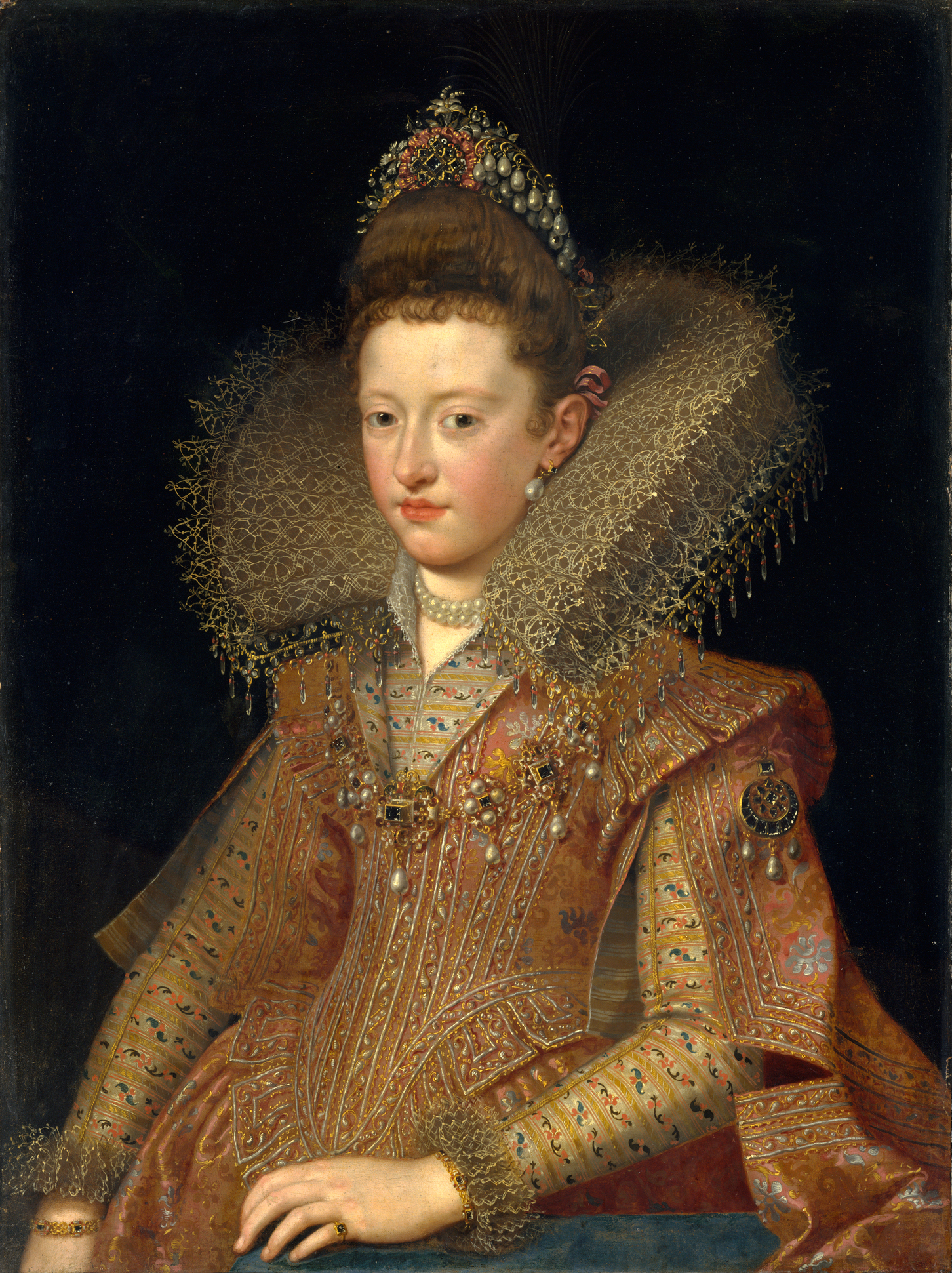
Marguerite de Gonzague Metropolitan Museum
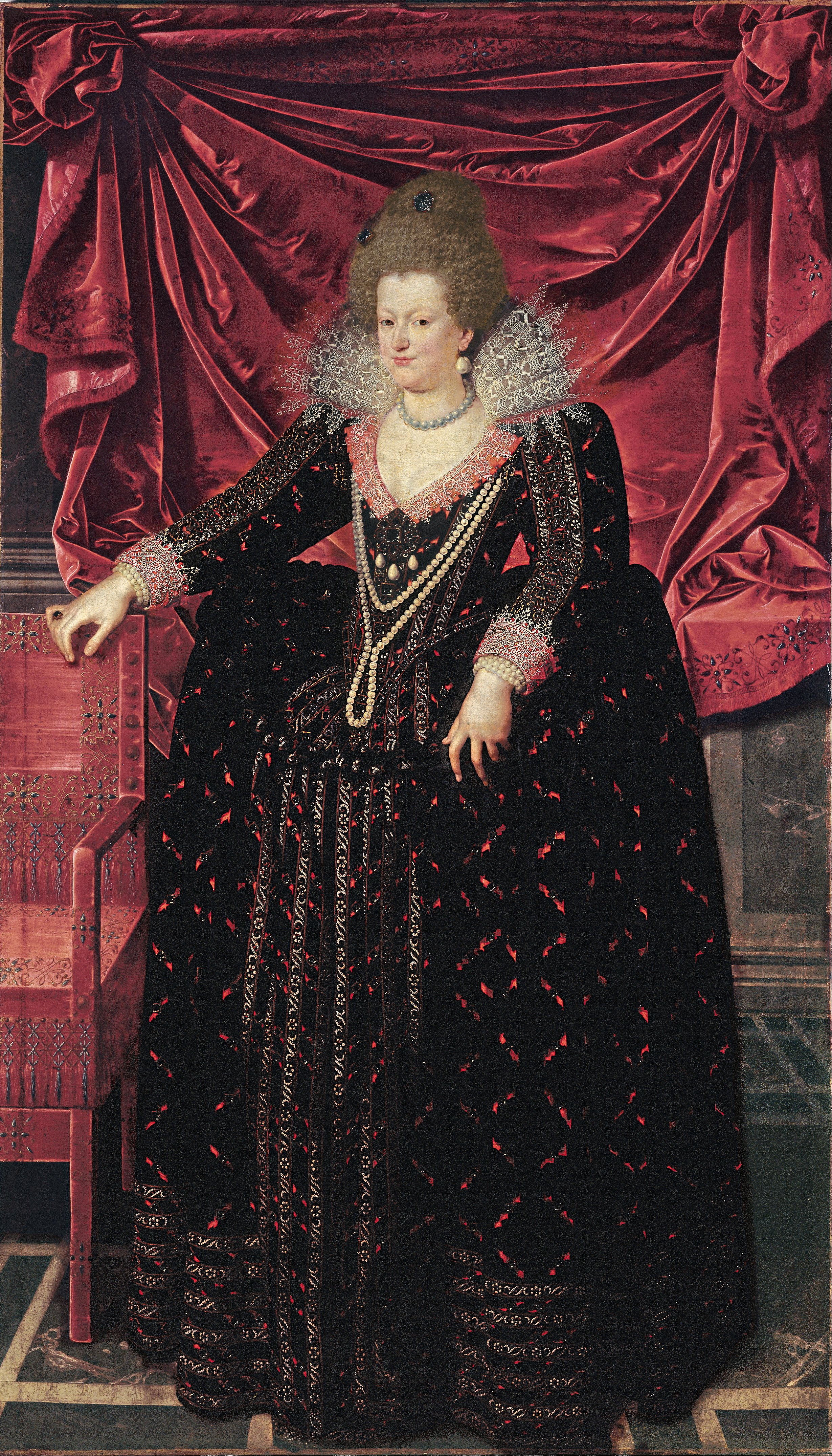
Marie de Médicis, 1606-1607 Bilbao
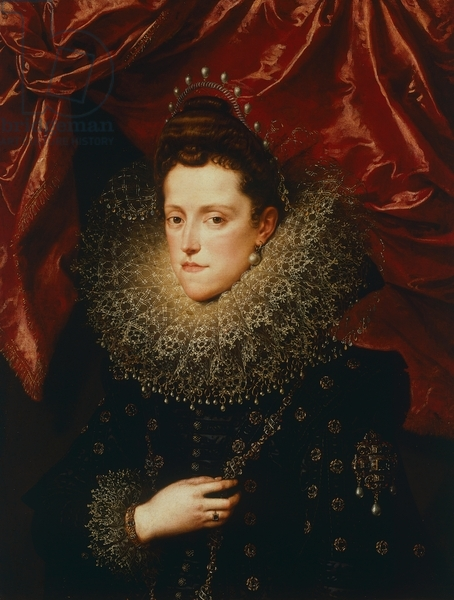
Éléonore de Medicis Palais Pitti

### Période française

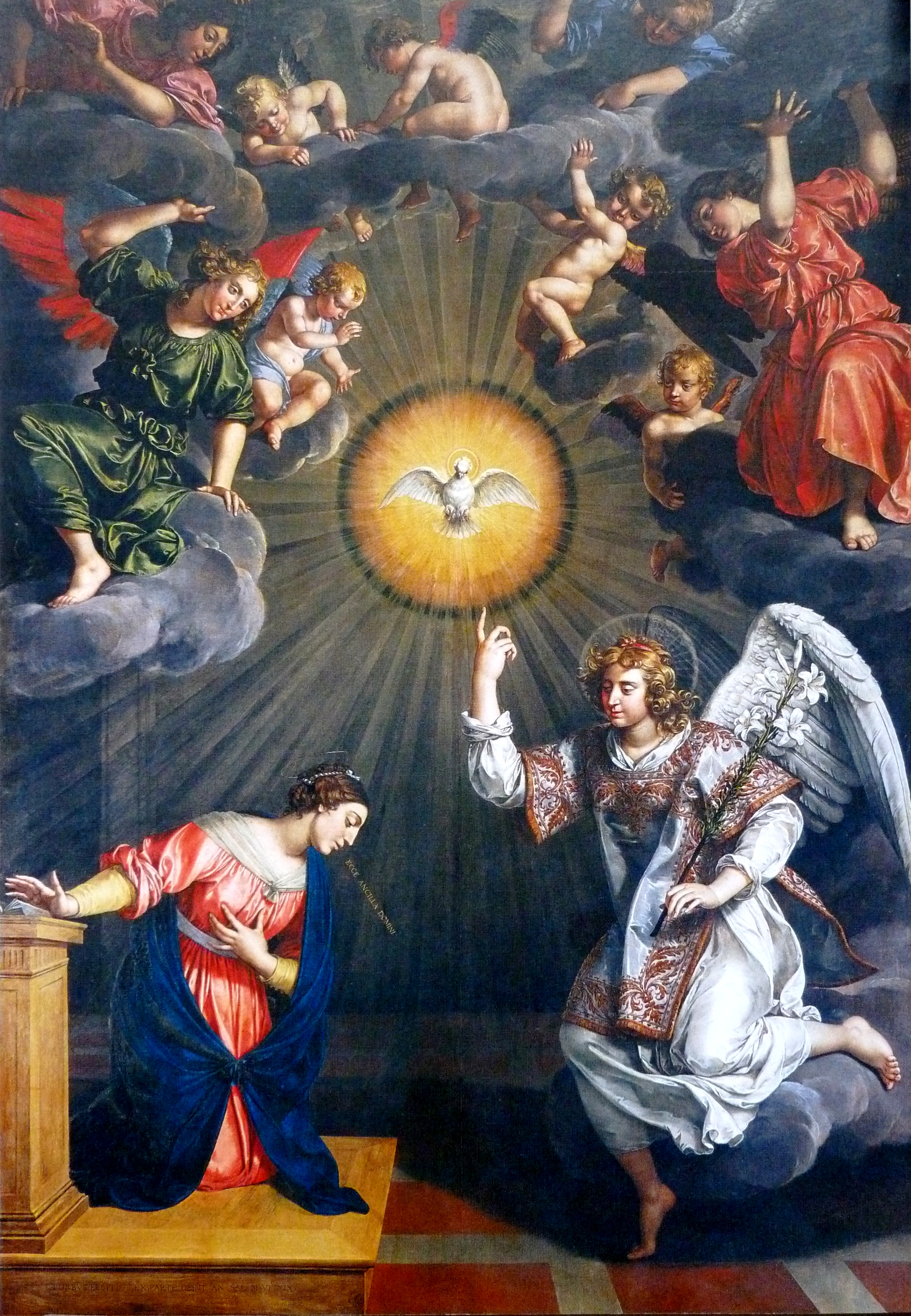
L'Annonciation, musée des beaux-arts de Nancy

- Marie de Médicis (1573–1642), reine de France depuis 1600, 307 × 186 cm, musée du Louvre, Paris[22]
- Henri IV (1553 - 1610), roi de France, en armure, 1610 ou après, 43 × 28 cm, musée du Louvre, Paris[23]
- Henri IV (1553-1610), roi de France en costume noir, vers 1610, huile sur bois, 39 × 25 cm, Musée du Louvre, Paris[24]
- Marie de Médicis, 1611, huile sur toile, 142 × 127 cm, galerie Palatine, palais Pitti, Florence[25]
- Portrait de Louis XIII à 10 ans, 1611, huile sur toile, 165 × 100 cm, galerie Palatine, palais Pitti, Florence[26]
- Portrait d'Elisabeth de France, 1615, 176 × 104 cm, musée des beaux-arts de Valenciennes[27]
- Portrait d'Anne d'Autriche (1601-1666), vers 1616, huile sur toile, 101 × 76 cm, Staatliche Kunsthalle KarlsruheAnne d'Autriche, Karlsruhe (Rkd)
- Portrait de Marie de Médicis, 1616, huile sur toile, 100 × 77 cm, Art Institute of Chicago[28]
- Portrait de quatre membres du Conseil de Paris (fragment d'une peinture disparue), 1616, 60 × 73 cm, musée de l'Ermitage, Saint-Petersbourg[29]
- Portrait de Guillaume du Vair (1556-1621), 1616-1621, 61 × 51 cm, musée du Louvre, Paris[30]
- Portrait d'homme(le duc de Luynes ?)huile sur toile, 61 × 53 cm, Galerie d'art de Nouvelle-Galles du Sud, Sydney[31]
- La Sainte Cène ou Le Dernier Repas de Jésus-Christ avec ses disciples, 1618, 287 × 370 cm, musée du Louvre, Paris[32]
- L'Annonciation, 1619, inspirée d'une œuvre du Titien, musée des beaux-arts de Nancy
- Portrait d'un gentilhomme, attribué à Pourbus le Jeune et traditionnellement identifié comme Maximilien, marquis de Rosny, 1620 : collection privée[33]
- Saint François d'Assise recevant les stigmates, 1620, 227 × 162 cm, musée du Louvre, Paris[34]
- Portrait du poète italien Giambattista Marino, vers 1621, 81 × 66 cm, Detroit Institute of Arts[35]
- La Vierge de la famille de Vic, 1618-1621, église Saint-Nicolas-des-Champs, Paris.

#### Œuvres sélectionnées

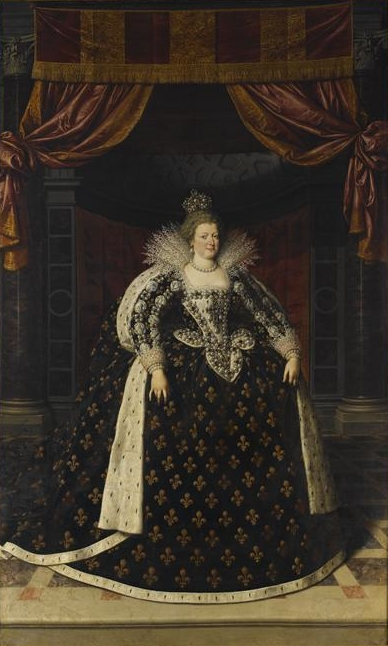
Marie de Médicis, 1610 Musée du Louvre
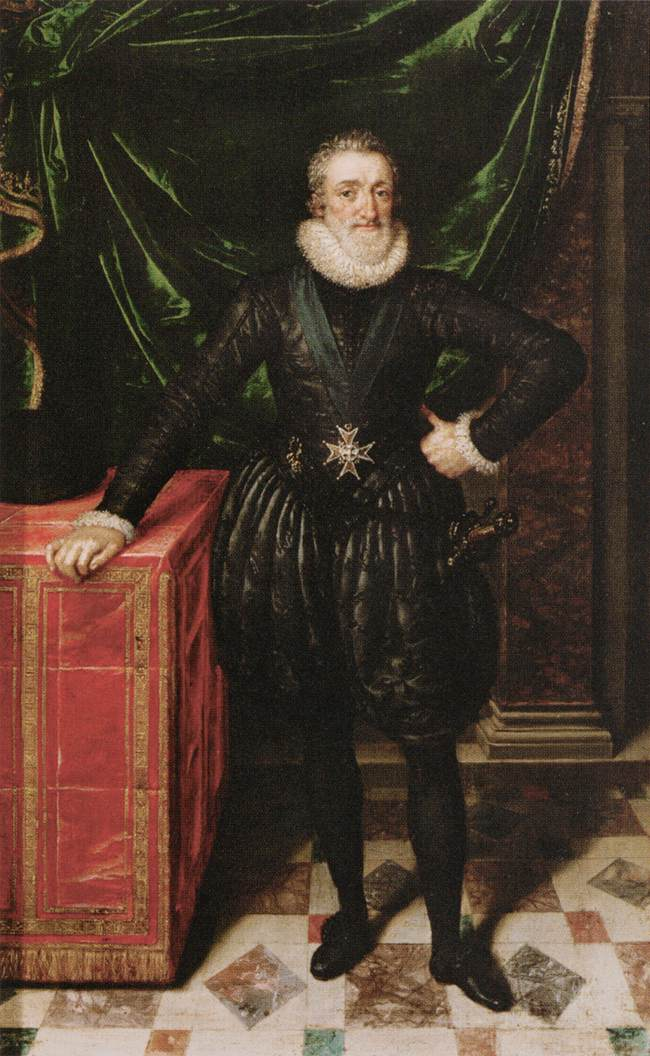
Henri IV en habit noir, 1610 Musée du Louvre
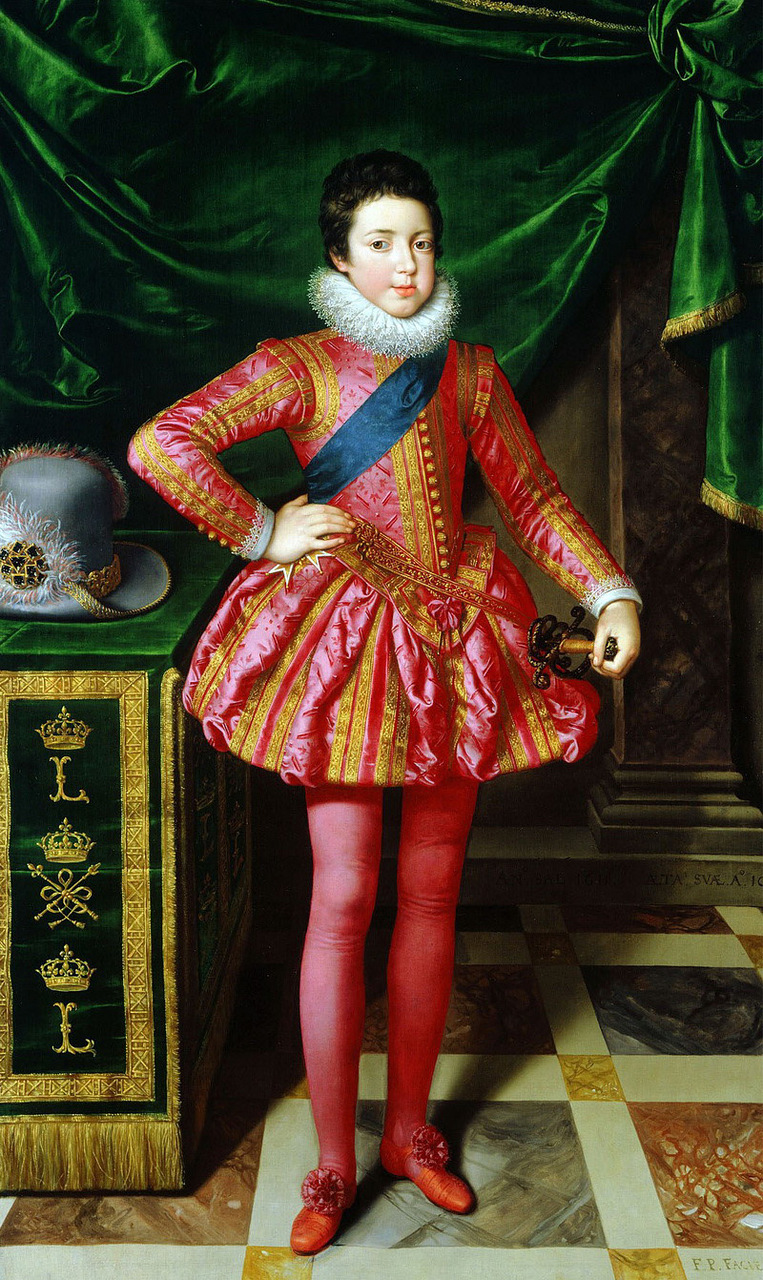
Louis XIII, 1611 Palais Pitti
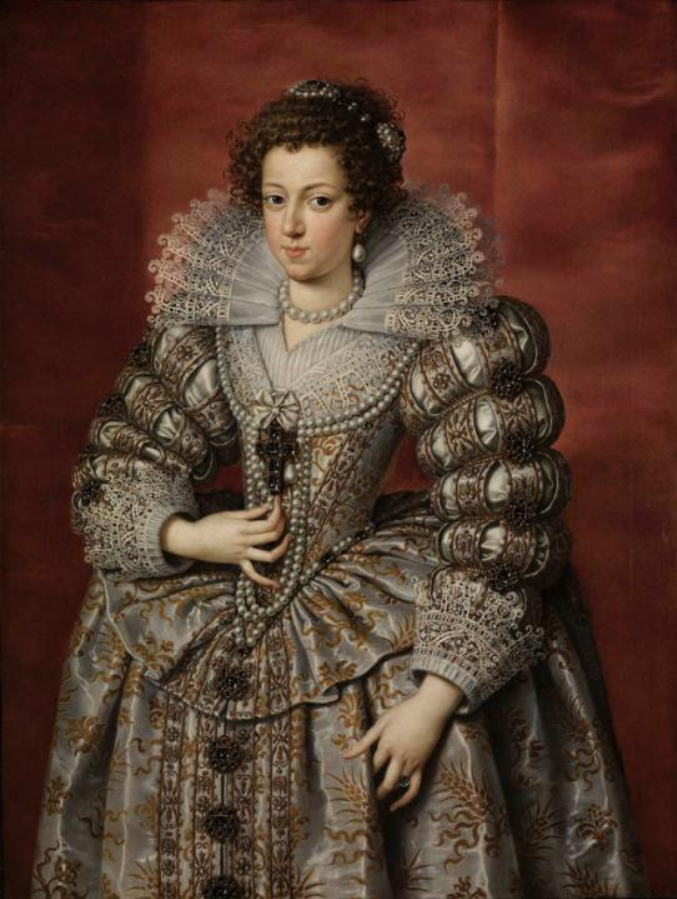
Anne d'Autriche, 1616 Karlsruhe
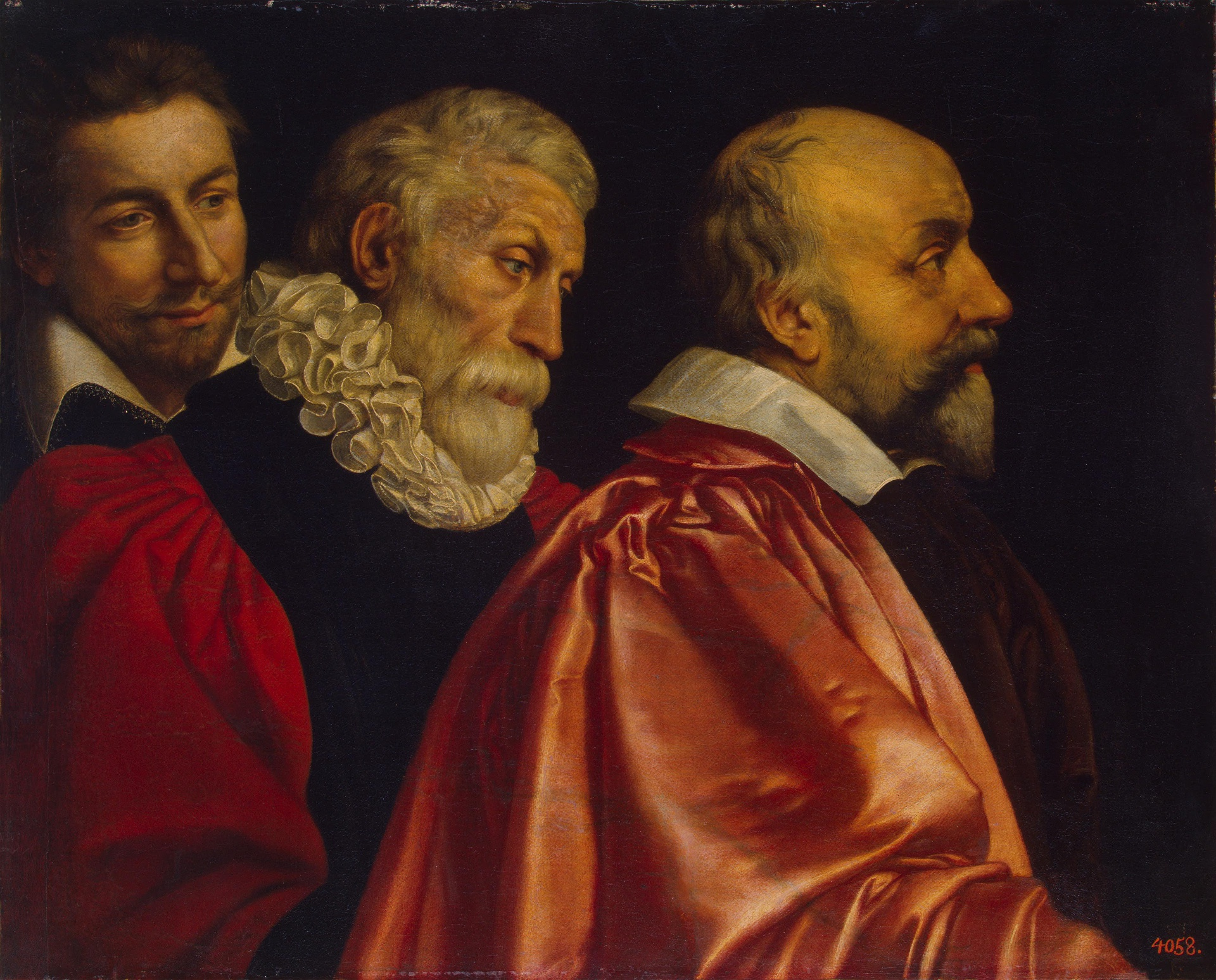
Membres du Conseil, 1616 Ermitage
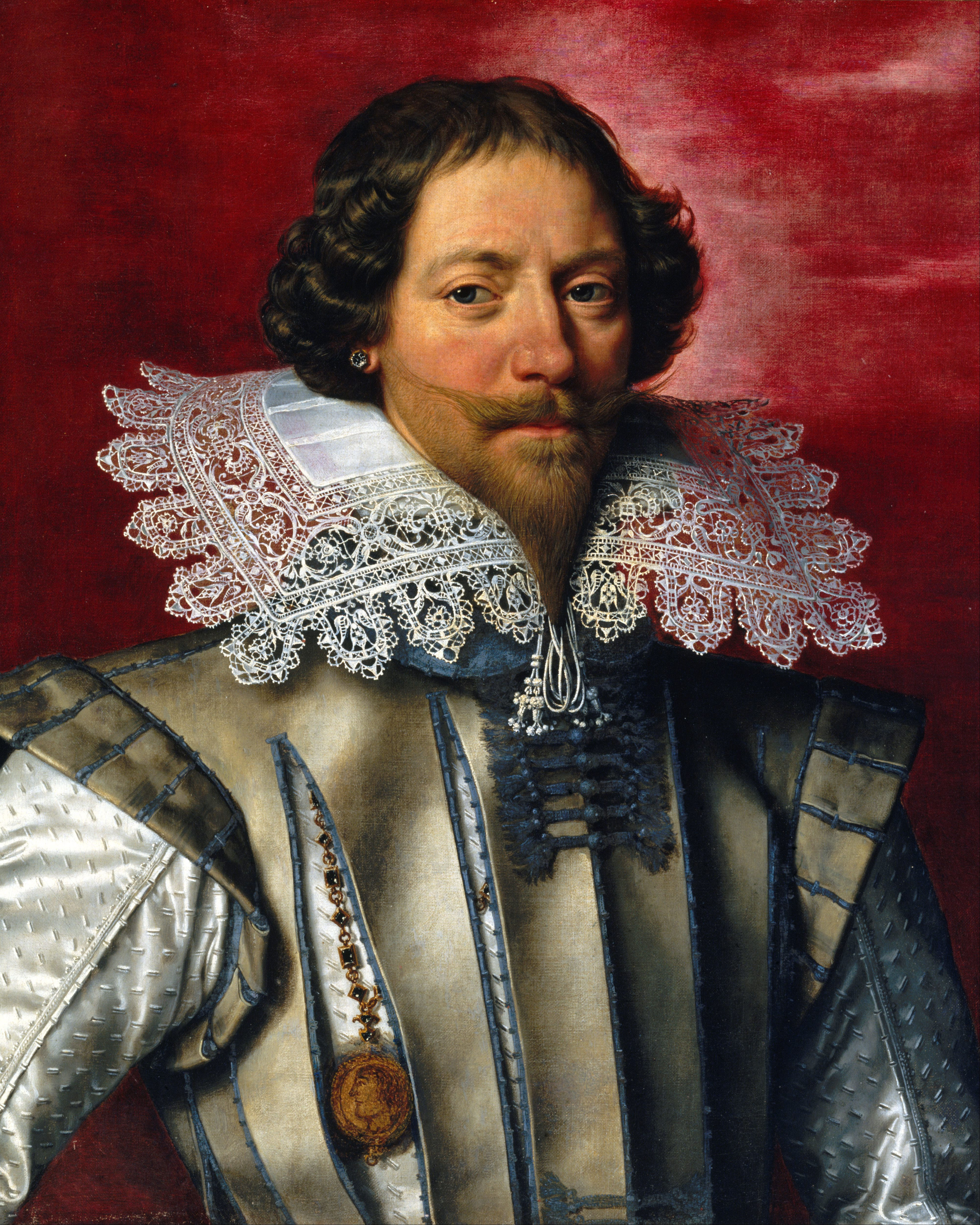
Portrait d'homme , 1617-1620 Sydney
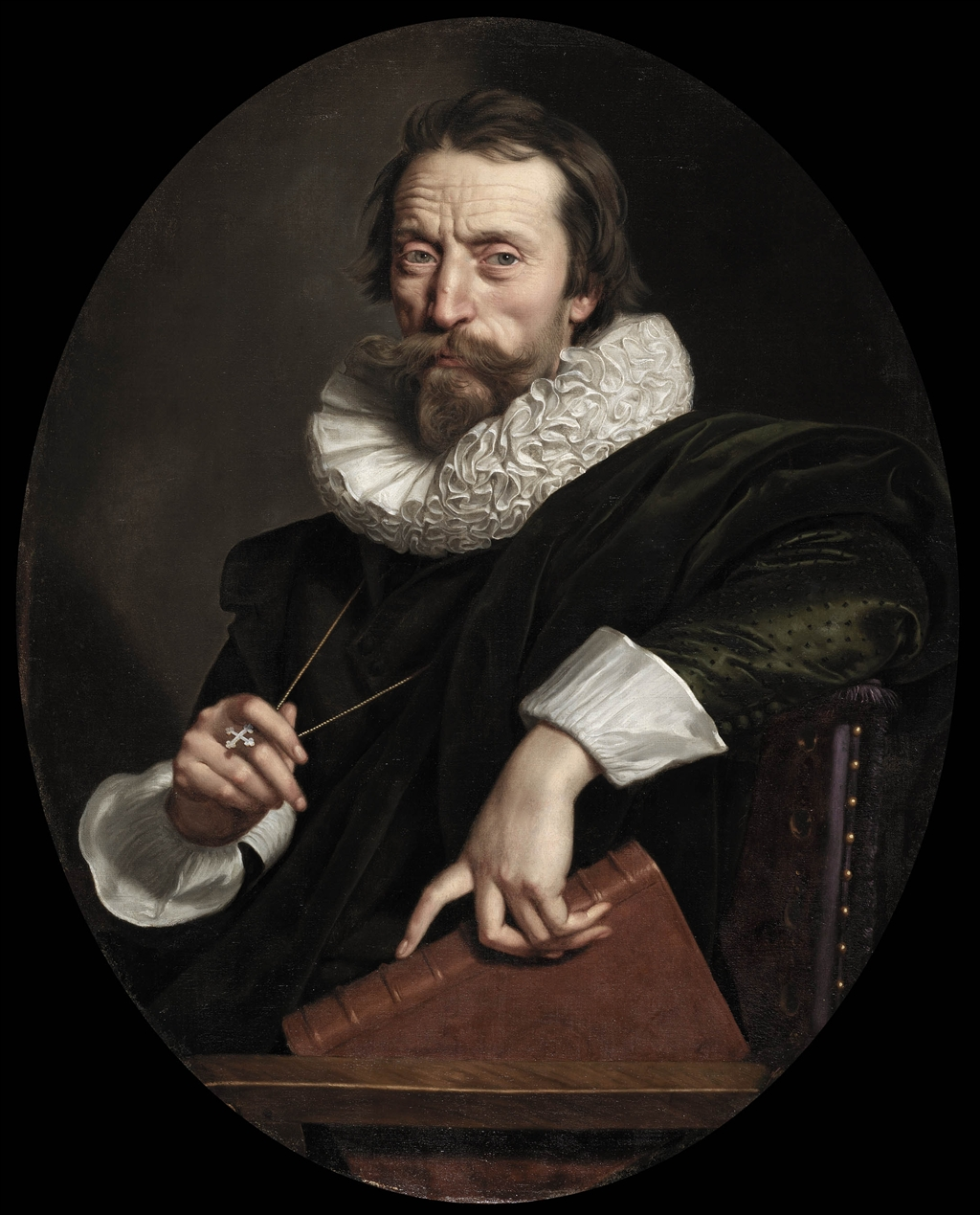
Giovanni Battista Marino, 1621 Detroit
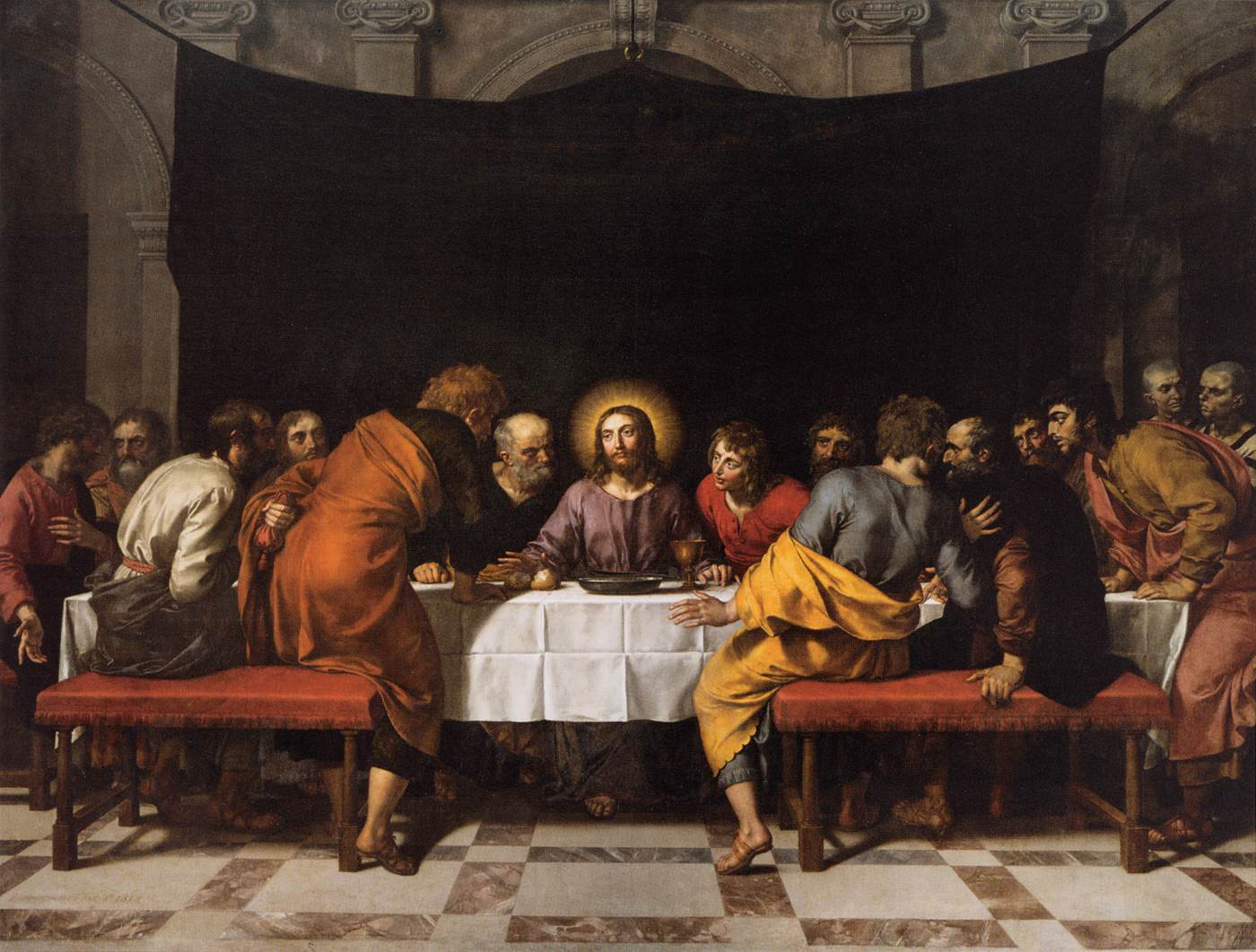
La dernière Cène, 1618 -  Le Louvre

## Postérité littéraire
François Porbus est, avec Nicolas Poussin et l'étrange personnage faustien de maître Frenhofer, l'un des protagonistes de la nouvelle Le Chef-d'œuvre inconnu d'Honoré de Balzac.